# Obsidian (Northlane)
Obsidian è il sesto album in studio del gruppo progressive metalcore australiano Northlane. Inizialmente annunciato per il 1º aprile 2022, l'album è stato pubblicato il 22 aprile 2022 dall'etichetta indipendente fondata della band Believe. L'album è stato autoprodotto dalla band e registrato presso lo studio di Chris Blancato a Sydney.

## Tracce
1. Clarity – 5:53
2. Clockwork – 3:59
3. Echo Chamber – 3:47
4. Carbonized – 3:45
5. Abomination – 4:10
6. Plenty – 3:40
7. Is This a Test? – 3:30
8. Xen – 5:48
9. Cypher – 4:37
10. Nova – 4:27
11. Inamorata – 3:50
12. Obsidian – 3:56
13. Dark Solitaire – 4:54

## Formazione
Northlane
- Marcus Bridge – voce
- Jon Deiley – chitarra solista, basso, programmazione
- Josh Smith – chitarra ritmica
- Nic Pettersen – batteria

Produzione
- Northlane – produzione
- Chris Blancato – registrazione, produzione aggiuntiva
- Adam "Nolly" Getgood – missaggio
- Ermin Hamidovic – mastering
- Dan Barkle – copertina

## Classifiche
| Classifica (2022) | Posizione massima |
| ----------------- | ----------------- |
| Australia         | 1                 |